# OVirt
oVirt — система для розгортання, супроводу та моніторингу набору віртуальних машин і управління хмарною інфраструктурою, заснована на гіпервізорі KVM та бібліотеці libvirt. Код oVirt був спочатку розроблений і відкритий компанією Red Hat, він включає в себе напрацювання, створені в процесі розробки платформи Red Hat Enterprise Virtualization.  Після відкриття коду до розробки oVirt приєдналися такі компанії, як Canonical, Cisco, IBM, Intel, NetApp і SUSE. 
Метою oVirt є створення стека, що охоплює всі рівні віртуалізації — від гіпервізора до API і GUI-інтерфейсу.  Незважаючи на те, що як основний гіпервізор в oVirt позиціонується KVM, інтерфейс реалізований як надбудова над бібліотекою libvirt, яка абстрагується від типу гіпервізора і підходить для управління віртуальними машинами на базі різних систем віртуалізації, включаючи Xen та VirtualBox.  У складі oVirt розвивається інтерфейс для швидкого масового створення високо доступних віртуальних машин з підтримкою засобів Live-міграції оточень між серверами без зупинки роботи. 
Платформою надаються засоби для створення правил динамічного балансування та управління ресурсами кластера, механізми управління енергоспоживанням кластера, інструменти управління образами віртуальних машин, компоненти для конвертації і імпорту існуючих віртуальних машин.  Підтримується єдине віртуальне сховище даних, доступне з будь-якого вузла.  Інтерфейс містить розвинену систему звітів і засоби адміністрування, що дозволяють керувати конфігурацією як на рівні інфраструктури, так і на рівні окремих віртуальних машин.
Образи віртуальних машин зберігаються на мережному сховищі і доступні через інтерфейси NFS або iSCSI.  Виконання віртуальних машин може відбуватися на бездискових серверах, ОС для яких (ovirt-node) завантажується з керуючого вузла.  Керуючий вузол з ovirt-server забезпечує вебінтерфейс і управляє процесом розстановки віртуальних машин із зазначеними образами на доступні вузли. Можливе поєднання всіх функцій на єдиному сервері. 
Поширюється як у вигляді пакунків для установки (для Fedora), так і у вигляді готових образів ОС на основі Fedora ovirt-appliance для запуску на віртуальній машині qemu-kvm.  До складу ovirt-server входить реалізація вебінтерфейсу і служб, необхідних для управління віртуальними машинами через libvirt.  ovirt-node являє собою образ ОС на основі Fedora, який призначений для завантаження по мережі фізичних і віртуальних машин.  Комп'ютери із завантаженою ОС ovirt-node виконують віртуальні машини, які були налаштовані у вебінтерфейсі oVirt (ovirt-server) і поставлені на виконання в автоматичному або ручному режимі.